# In Color
In Color és el segon àlbum d'estudi del grup de rock estatunidenc Cheap Trick, publicat el 1977 per Epic Records. Va arribar al número 73 dels Billboard 200. De l'àlbum es van extreure dos senzills; "I Want You to Want Me" que va assolir el número 7 als Billboard Hot 100 i el número 29 als UK Singles Charts del Regne Unit, i "Southern Girls".
El 2003, l'àlbum també va ocupar el lloc número 443 en la llista de la revista Rolling Stone dels 500 millors àlbums de tots els temps.
L'Octubre de 2001 va rebre la certificació de platí per la RIAA que acrediten unes vendes d'un milió de còpies.

## Història

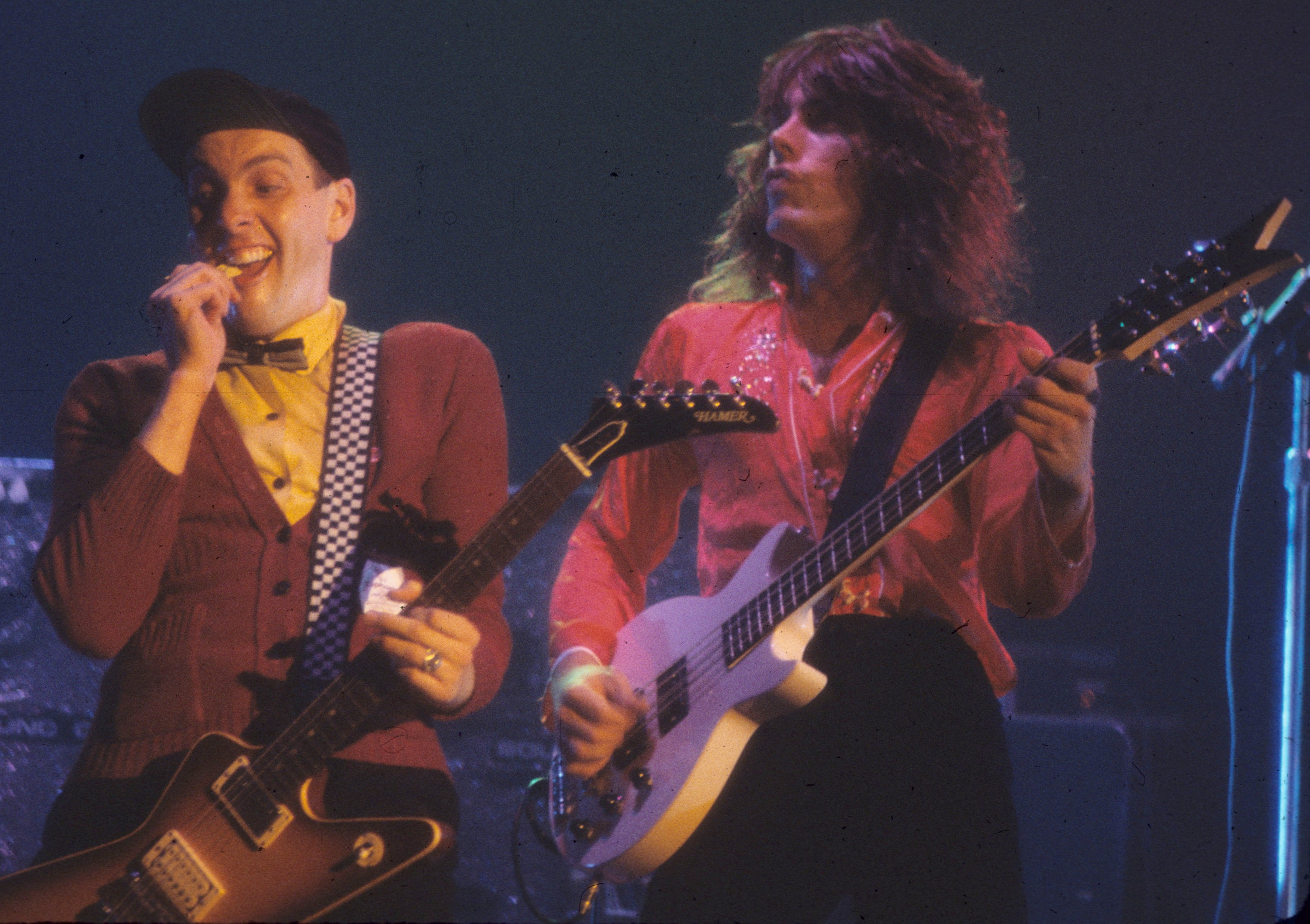
CheapTrick1977

In Color, a diferència de l'àbum homònim de debut de la banda, va presentar una producció més polida amb la intenció de tenir un major impacte comercial. Mentre que el líder de la banda, Rick Nielsen, va sentir que l'àlbum podria haver perdut una mica del seu poder a causa de la producció més estratificada de Tom Werman, In Color va mostrar el costat més melòdic de la banda, fet que es va perdre parcialment en el seu debut.
L'àlbum els va convertir en superestrelles al Japó, on "I Want You to Want Me" i "Clock Strikes Ten" van ser singles reeixits. Cinc de les deu pistes del disc van ser incloses més tard en el clàssic directe a Budokan, Japó ("Hello There", "Big Eyes", "I Want You to Want Em", "Clock Strikes Ten " i " Come on, Come on ").

## Crítiques musicals
La revista Rolling Stone que va incloure l'àlbum en la seva llista dels millors 500 discs de la història del rock en la posició 443 el va definir com; "un enfocament de rock and roll tan retorçat com les corbates de llacet del seu guitarrista", i va destacar "les melodies a l'estil dels Beatles com "Oh Caroline", "Downed" y "Come On, Come On".
El crític Robert Christgau va destacar la senzillesa de les cançons, sense pompositat ni artificis, i la bona construcció de les lletres. El va puntuar amb una C+.
Una crítica retropesctiva del portal web Allmusic el va qualificar d'una gran sensibilitat i d'un conjunt de cançons espectaculars. Destacant l'àmplia psicodèlia de "Downed", el single bubblegum "I Want You To Want Me", i l'homenatge de "Southern Girls", i va concloure que l'àlbum "té els mateixos coneixements enciclopèdics del rock & roll, a més del bo, i un sentit de l'humor pervers". També considerava que algunes cançons no funcionaven del tot bé, "simplement a causa de la brillant producció, però les cançons i la música són tan esplèndides com el debut de la banda."
En una altra crítica retropectiva, Rock Classic va destacar que el grup va trobar en aquest disc la fórmula per tornar-se irresistible, amb una producció púlida per part de Tom Werman, que va establir el to adequat per a que la banda competís internacionalment; "I hi ha prou cançons fortes en aquest àlbum perquè sigui un llançament de referència. De "Southern Girls" a "Clock Strikes Ten", "I Want You To Want To Me", a "Hello There", és un disc que té les habilitats adequades.

## Llista de cançons
Totes les cançons foren escrites i compostes per Rick Nielsen, excepte a on s'indica. 
| 1. | «Hello There»           |                        | 1:41 |
| 2. | «Big Eyes»              |                        | 3:10 |
| 3. | «Downed»                |                        | 4:12 |
| 4. | «I Want You to Want Me» |                        | 3:11 |
| 5. | «You're All Talk»       | Nielsen, Tom Petersson | 3:36 |

| 6.            | «Oh Caroline»        |                        | 2:59  |
| 7.            | «Clock Strikes Ten»  |                        | 2:59  |
| 8.            | «Southern Girls»     | Nielsen, Tom Petersson | 3:44  |
| 9.            | «Come On, Come On»   |                        | 2:41  |
| 10.           | «So Good to See You» |                        | 3:37  |
| Durada total: | Durada total:        | Durada total:          | 31:50 |

## Músics

### Cheap Trick
- Robin Zander – veus, guitarra rítmica
- Rick Nielsen – guitarra solista, veus
- Tom Petersson – baix, veus
- Bun E. Carlos – bateria

### Tècnics
- Tom Werman – productor
- Antonino Reale – enginyer de so
- George Marino – mescles
- Jim Charne - disseny
- Benno Friedman – fotografia